# Seznam turških pesnikov
Seznam turških pesnikov.

## A
- Sait Faik Abasıyanık
- Hamit Tarhan Abdülhak

## B
- Mahmud Abdül Baki
- Ilhan Berk

## C
- Şehabeddin Cenab

## D
- Fazil Hüsnü Daglarca

## E
- Bülent Ecevit
- Mehmet Akif Ersoy Mehmet Âkif Ersoy
- Bedri Rahmi Eyüboğlu

## F
- Tevfik Fikret
- Mehmet Fuzuli (Muhamad Ibn Süleyman Fuduli) (16. stol.)

## H
- Nâzım Hikmet

## K
- Namık Kemal

## N
- Yusuf Nabi
- Ali-Shir Nava'i

## U
- Halid Ziya Uşaklıgil

## Y
- Hilmi Yavuz